# الصناعة في مصر القديمة
الصناعة في مصر القديمة وهي تشير إلى المهن والاعمال والحرف التي كانوا يعملون بها المصريين القدماء وكان المصريين القدماء من اوائل الحضارات التي عرفت الصناعة في وقت مبكر جداً حيث تعددت الصناعات عندهم فمنهم من كان يعمل في الصناعات الزجاجية والصناعات الفخارية والصناعات الحجرية...الخ

## أهم الصناعات

### الصناعات الزجاجية
يعتبر المصريون القدماء من أوائل الشعوب التي قامت بصناعة الزجاج من رمال الصحراء

### الصناعات الفخارية
قام المصريون القدماء بصناعة الأوانى الفخارية حيث نقش عليها الرسوم والمناظر الجميلة

### الصناعات الحجرية
هي أقدم الصناعات التي قام بها المصرى القديم حيث صنع من الحجارة السلاح الذي كان يستخدمه في الصيد والأدوات والأوعية

### الصناعات المعدنية
صنع المصريون القدماء من المعادن الأوانى والأسلحة والحلى وأدوات : الزينة والأباريق والمرايا.

### صناعةالمنسوجات
صنع المصريون القدماء ملابسهم من الكتان حيث كان النساء يغزلونها مستخدمين الأنوال اليدوية

### الصناعات الجلدية
قام المصريون القدماء بدبغ الجلود وصنعوا منها أغطية المقاعدوالوسائد والنعال

### الصناعات الخشبية
اعتمد المصريون في الصناعات الخشبية على الأخشاب المستوردة من بلاد النوبة وبلاد بونت وبلاد فينيقيا

### الصناعات القائمة على نباتالبردى
صنع المصريون القدماء من نبات البردى الورق والسلال والحصير والحبال والمراكب الخفيفة والحُصر والفرش.

## انظر ايضاً
- مصر القديمة
- الفراعنة
- الملك نفر كا رع والقائد ساسينيت